# Tracción en las cuatro ruedas

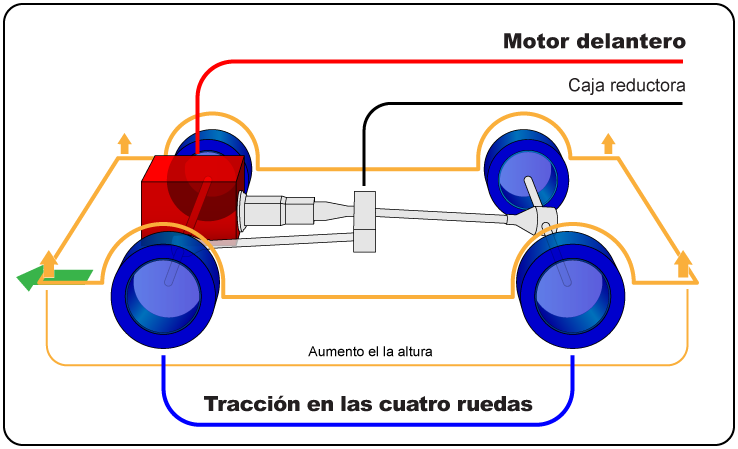
Motor delantero / tracción en las cuatro ruedas.

La tracción en las cuatro ruedas, doble tracción, tracción integral o tracción total son expresiones comúnmente usadas para referirse a vehículos de turismo, todocamino y todoterreno de dos ejes. Generalmente abreviada como 4×4, o 4WD (4 Wheel Drive) y AWD (All Wheel Drive) en los países anglosajones, es un sistema de transmisión en un automóvil en el que ambos ejes pueden recibir simultáneamente la potencia del motor. La mayoría de los automóviles todoterreno y camionetas tienen tracción en las cuatro ruedas, y también algunos turismos y deportivos de alta gama.

## Sistemas

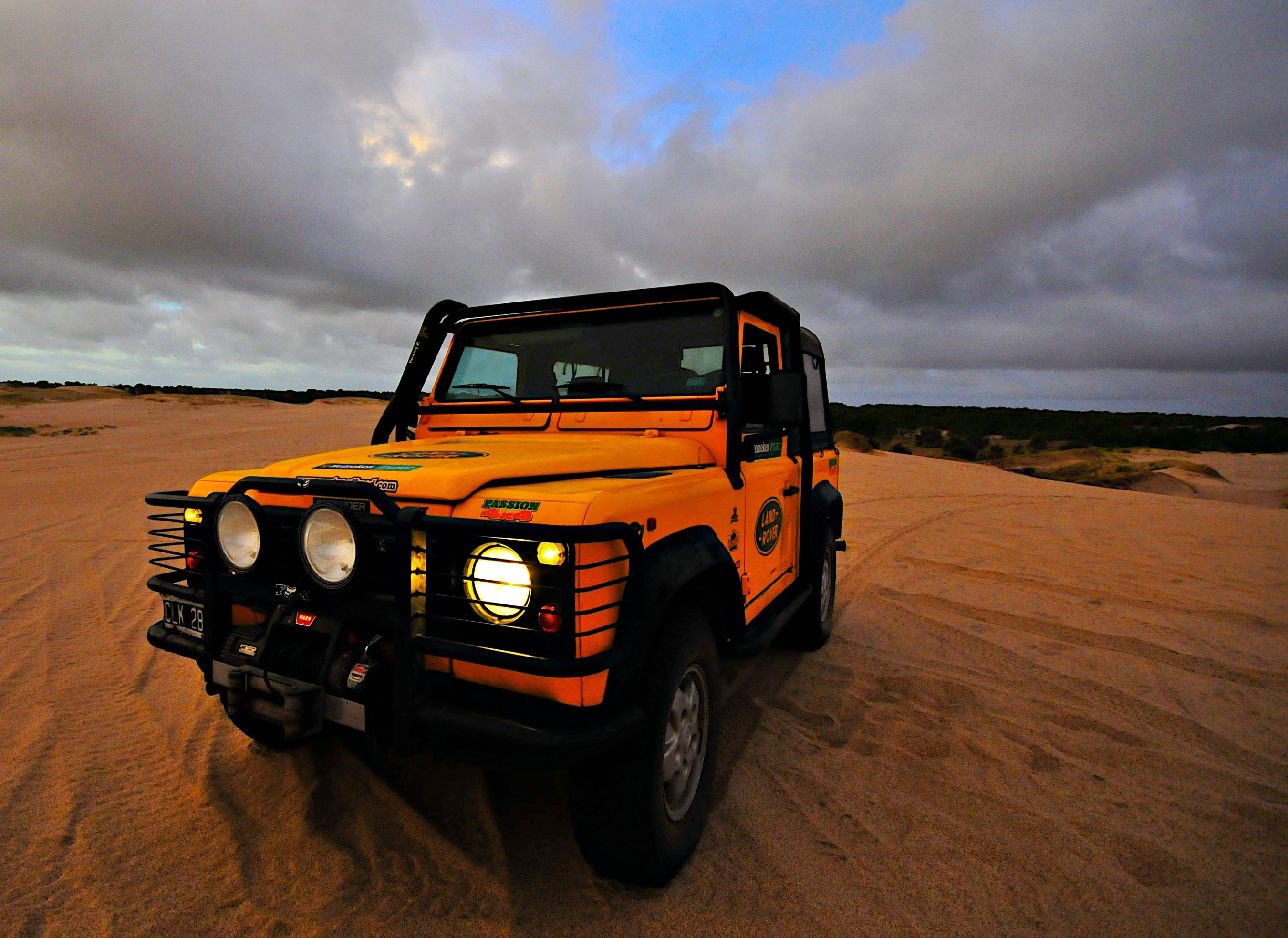
Ángulo ancho del Land Rover Defender con tracción a dos o cuatro ruedas.

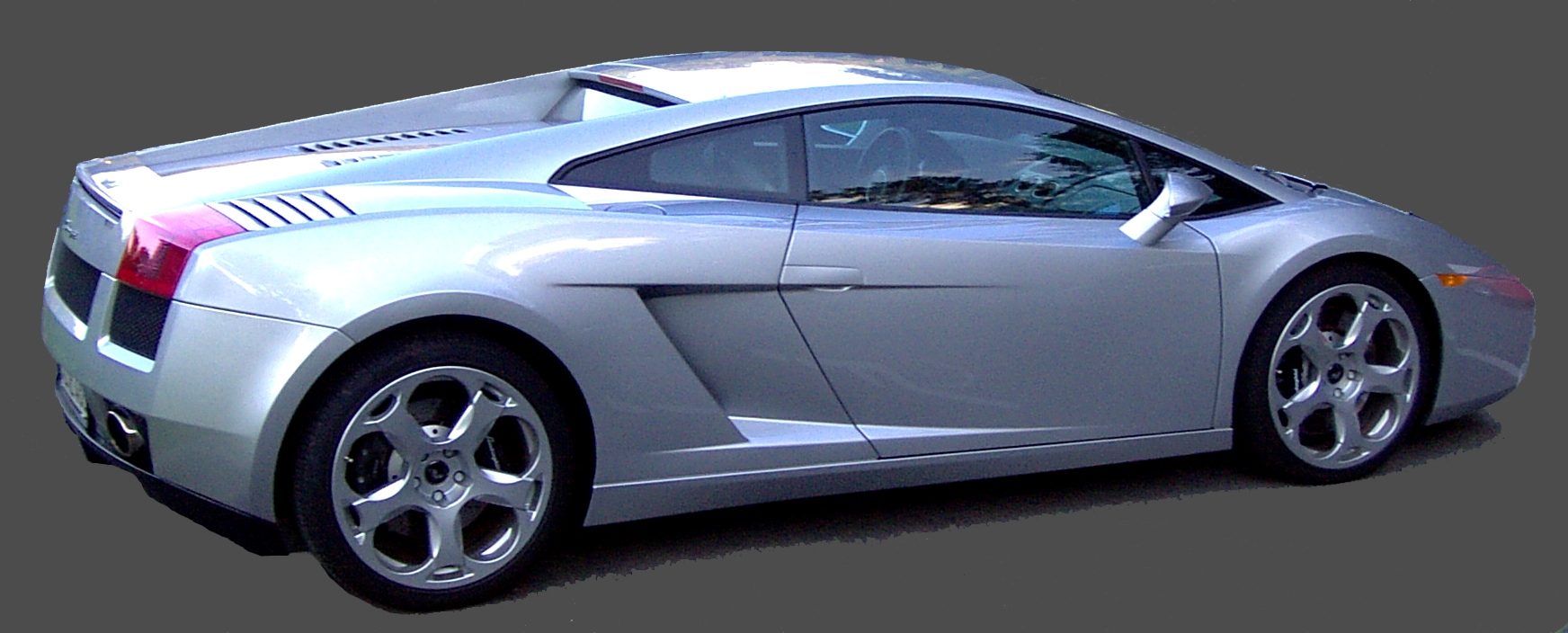
Lamborghini Gallardo, un deportivo de altas prestaciones con motor central trasero longitudinal y tracción integral (total) en las cuatro ruedas.

Los vehículos con tracción en las 4 ruedas se dividen en dos categorías:

### Tracción integral permanente

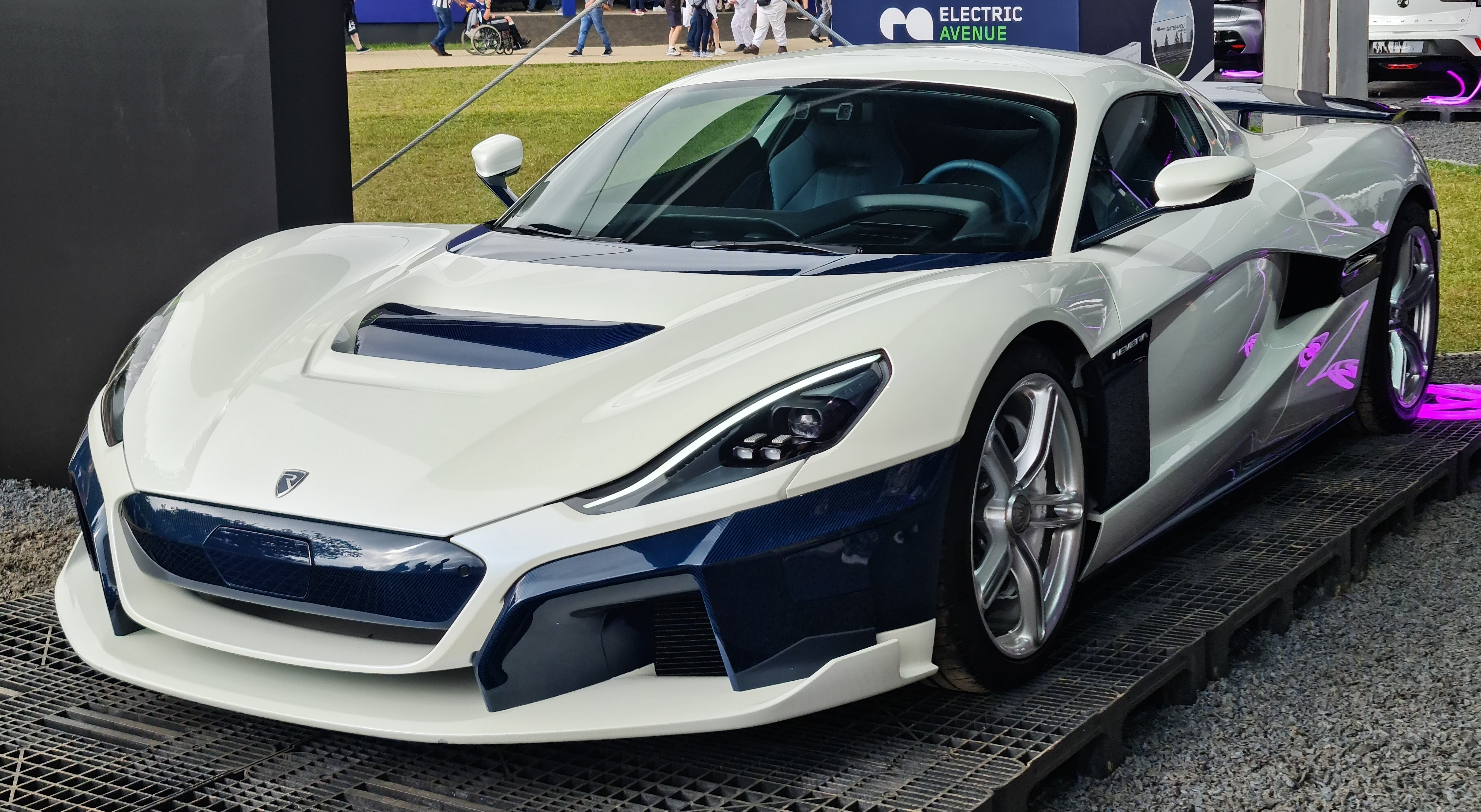
El superdeportivo Rimac Nevera usa 4 motores eléctricos para su propulsión.

El sistema de tracción integral permanente, también conocido como tracción total distribuye siempre la fuerza de tracción entre las cuatro ruedas.
En vehículos con un solo motor la fuerza de tracción se transmite al diferencial central a través de la caja de cambios y transmisión, y desde aquí a las ruedas de ambos ejes. El diferencial central tiene la misión de absorber las diferencias de rotación entre las ruedas delanteras y las traseras, compensando la diferencia de rotación de cada eje/rueda al tomar las curvas. Este tipo de tracción se usa sobre todo en vehículos de alta gama y más en turismos que circulan por carreteras que por caminos (offroad). En automóviles eléctricos se usan varios motores y cada uno de ellos están conectados independientemente a cada eje o incluso a cada rueda por medio de reductoras o cajas de cambios.
Su principal ventaja es un excelente control del vehículo, mejor adherencia y excelente reparto de par a cada eje en función de la adherencia. Sus eventuales desventajas son que aumenta el consumo del vehículo al llevar todo el sistema de transmisión permanentemente conectado, su mayor peso y su elevado precio. En ciertas condiciones fuera de carretera se hace necesario un bloqueo del diferencial central para evitar la pérdida de tracción.

### Tracción integral conectable
Este sistema se basa en la tracción permanente en uno de los ejes (delantero o trasero, según el fabricante), y el otro eje se conecta al motor mediante el sistema del cambio según la voluntad del conductor, o bien automáticamente mediante un sistema electrónico que detecta las condiciones de la vía. 
Este tipo de tracción se utiliza más habitualmente en todo terrenos de gama media o económica.
En un sistema de 4X4 sin diferencial central, la fuerza de tracción del motor se transmite al cambio y de este a la caja de transferencia que reparte la transmisión a cada eje. Cuando se selecciona 2WD, la fuerza de tracción se distribuye a dos ruedas y cuando se selecciona 4WD, la fuerza de tracción se distribuye a las cuatro ruedas. En algunos tipos de vehículos el conductor puede seleccionar mediante un convertidor de par 4–alta, que permite la fuerza de tracción normal o 4–baja (marcha reductora), que se emplea cuando el vehículo requiere un par adicional y/o menor velocidad.
Su principal ventaja, en comparación con la transmisión integral permanente, es su sencillez constructiva, menor peso y reducido precio. También suelen tener un consumo de combustible sensiblemente menor. Al no llevar diferencial central no necesita el bloqueo de este en eventuales situaciones complicadas fuera de carretera. Su desventaja principal es que no se debe circular a alta velocidad en firmes adherentes con el 4x4 conectado y que necesita ser activado manualmente antes de estar en situaciones comprometidas, sobre todo en vehículos antiguos en donde se selecciona la tracción, bajar del automóvil y en las ruedas delanteras, bloquear los bujes, que tienen una pequeña perilla justo en el eje de la rueda con 2 posiciones, «FREE» (libre) y «LOCK» (bloqueado), para dar tracción 4x4 o no.
Los 4x4 modernos tienen una botonera o perilla en las selecciones de tracción y bloqueo automático de bujes, no es necesario bajarse del vehículo y se puede activar en marcha, siempre cuando sea de 2H a 4H, ya que de 4H a 4L pueden ocurrir problemas con la caja de transferencia, generalmente la velocidad límite de los 4x4 actuales son de 100 km/h, los antiguos entre 60 y 80 km/h en condición 4H; en 4L es necesario detener el auto para modificar los engranajes de la caja de transferencia y la velocidad límite sería de 50 km/h, la ventaja de los 4x4 frente a los AWD/4WD es que el par según la relación de engranajes puede ser de hasta 4:1, o sea, el cuádruple, por ejemplo: 400 Nm x4: 1600 Nm de par a las ruedas; pero generalmente la relación es de 2:1 en vehículos medianos y 4x4 económicos, por lo que simplemente duplican su par.
Para seleccionar el modo de tracción se accionan unos botones en el panel de instrumentos o bien se hace mediante una palanca selectora en el suelo del vehículo. Dicha palanca suele ser más pequeña que la empleada para el cambio de marchas, motivo por el cual en países como Venezuela se le conoce coloquialmente como "mocha", nombre aplicado por extensión a la caja de transferencia en sí.

### Comparación
La gran diferencia entre los vehículos de tracción integral permanente (AWD) y los tracción integral conectable (4WD), es que estos últimos no se deben llevar en carretera, o superficies de gran adherencia con tracción en las 4 ruedas, a partir de cierta velocidad (indicada por el fabricante) porque no suelen llevar diferencial central. Esta ausencia de diferencial central puede causar problemas al rodar en curvas con piso adherente sobre todo a alta velocidad (desde desgaste prematuro de neumáticos, consumo excesivo de combustible, perdida de adherencia de las ruedas, hasta destruir palieres, el cambio o el transfer). Solo debe usarse cuando las condiciones del firme son de baja adherencia y permite, mediante el deslizamiento de las ruedas, girar a diferente velocidad el eje delantero y el trasero. Los permanentes están diseñados para funcionar permanentemente y en los más sofisticados la distribución de tracción puede variar de acuerdo a las condiciones de la vía.

## Configuraciones 4x4

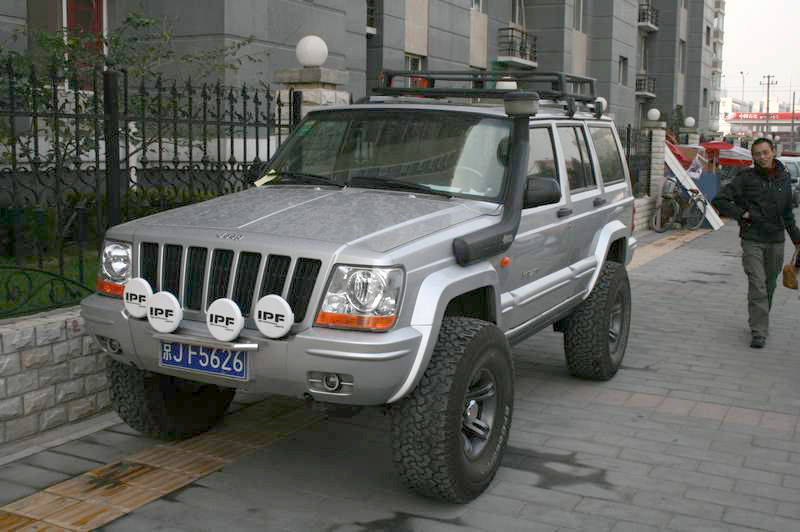
Las Jeep Cherokee estaban disponible en versiones 4X2 y 4X4.

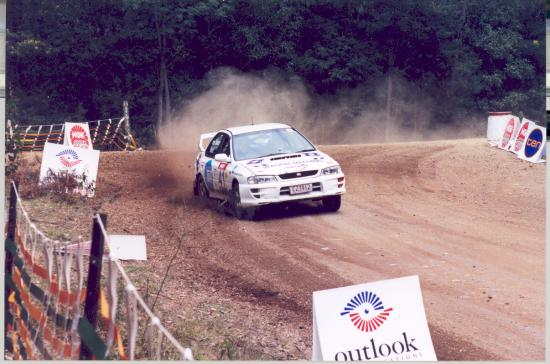
Un coche de rally Subaru Impreza con tracción total (integral) utilizada para tracción en tierra suelta.

### 4x4 derivados de tracción trasera
- Motor delantero / Tracción en las cuatro ruedas
- Motor central delantero / Tracción en las cuatro ruedas

La mayoría de las configuraciones de tracción en las cuatro ruedas derivan de vehículos con motor delantero con tracción trasera (4x2) y el sistema 4x4 añadido.
Los sistemas 4x4 derivados de «Tracción trasera» son por lo general una opción en automóviles de turismo, deportivos y segmentos de vehículos deportivos utilitarios. Proveedores de los modelos actuales incluyen el Jensen FF, Jeep Cherokee y Land Rover Defender.
- Motor trasero / Tracción en las cuatro ruedas
- Motor central trasero longitudinal / Tracción en las cuatro ruedas

También existen un puñado de vehículos con motor trasero y tracción en las cuatro ruedas, entre estos se encuentran los superdeportivos como el Lamborghini Gallardo y el Porsche 959.

### 4x4 derivados de tracción delantera
- Motor delantero transversal / Tracción en las cuatro ruedas
- Motor delantero longitudinal / Tracción en las cuatro ruedas

Hoy en día existe una nueva generación de configuraciones de tracción en las cuatro ruedas que derivan de vehículos de motor delantero con tracción delantera y el sistema 4x4 añadido.
Los sistemas 4x4 basados en plataforma de «motor delantero / tracción delantera» con motores transversales o longitudinales, son por lo general como una opción o en modelos de lujo, deportivos y segmentos de vehículos deportivos utilitarios compactos, como ejemplo, los motores transversales del Mitsubishi 3000GT y Toyota RAV4 y los motores longitudinales de la gama Audi Quattro y la mayor parte de la línea de Subaru.

### 4x4 derivados de tracción eléctrica

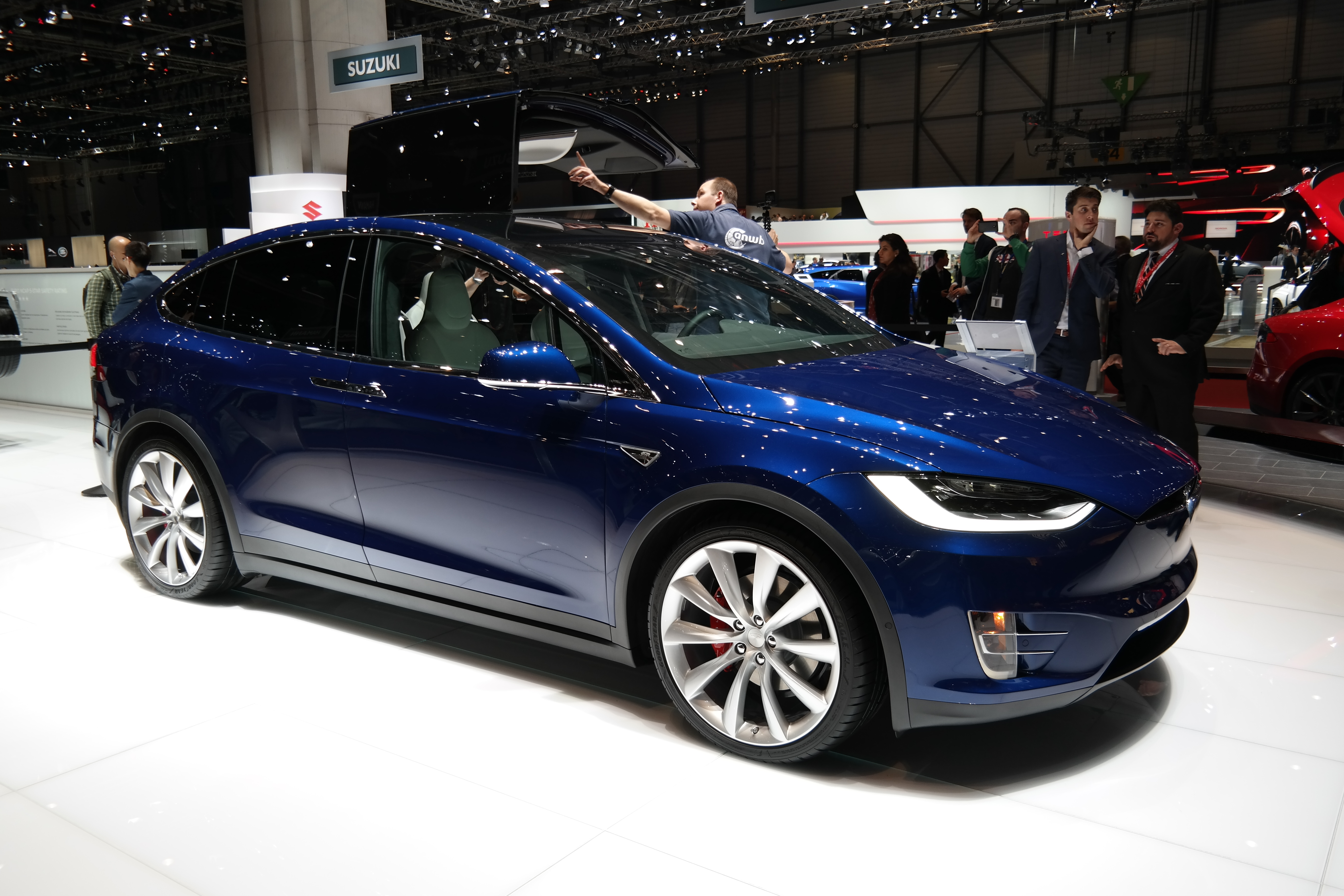
El Tesla Model X tiene dos motores eléctricos, uno para las ruedas delanteras y otro para las traseras, controlados electrónicamente.

Una de las principales ventajas de la propulsión eléctrica es que puede usarse la tracción distribuida, es decir, usar varios motores eléctricos para propulsar un vehículo.
En un automóvil eléctrico de tracción integral se encontrarán dos o más motores usados como propulsores. Estos se unirán a cada eje o a cada rueda por medio de reductoras simples o caja de cambios.

## Cualidades

### Tracción en terrenos resbaladizos / mojados
Cada neumático de un vehículo 4WD tiene fuerza de agarre sobrante; cuando el vehículo toma una curva en una carretera resbaladiza, no se produce derrape de las ruedas motrices y el vehículo muestra un excelente rendimiento al tomar curvas. Un tracción delantera podría perder tracción en las ruedas delanteras, con lo que el vehículo entraría en subviraje; mientras que un tracción trasera podría sobrevirar al perder adherencia en las ruedas traseras.

### Caminos en mal estado
En caminos en mal estado en los que los vehículos 2WD no pueden pasar de forma satisfactoria, los vehículos 4WD demuestran un excelente rendimiento: si las ruedas delanteras encuentran algún obstáculo, las ruedas traseras empujan desde atrás o si las ruedas traseras han caído en un lugar embarrado, las ruedas delanteras tiran del vehículo.

### Aceleración
En coches eléctricos el usar tracción integral se demuestra una mejora en la aceleración del vehículo.